# Luigi Corteggi
Luigi Corteggi, noto anche con lo pseudonimo di Cortez (Milano, 21 giugno 1933 – Casorzo, 26 luglio 2018), è stato un illustratore, grafico e fumettista italiano. È maggiormente conosciuto per l'attività di grafico per l'Editoriale Corno e per la Sergio Bonelli Editore per le quali ha realizzato la grafica di famose testate come Kriminal e Dylan Dog. Viene considerato dalla critica specializzata il più famoso art director del fumetto italiano.

## Carriera
Diplomato all’Accademia di belle arti di Brera, dopo aver gestito per alcuni anni un proprio studio di pubblicità, passa all'editoria collaborando prima con l’Editrice Universo e poi, dal 1965, con l'Editoriale Corno, per curare la grafica delle pubblicazioni creando i loghi delle testate di Kriminal, Satanik, Maschera Nera, Gesebel, Eureka, Alan Ford e molti altri oltre a illustrarne anche alcune copertine e realizzarne per alcune anche i disegni e le inchiostrature delle tavole; inoltre cura la grafica delle testate dei super-eroi Marvel Comics. Dopo aver realizzato alcune storie di Maschera nera, passa a Kriminal e Satanik, due personaggi del genere nero italiano creati da Max Bunker, per i quali crea i logo delle testate e disegna anche alcuni episodi, oltre a realizzarne centinaia di copertine; collabora in seguito come disegnatore e inchiostratore anche ad altri personaggi di Bunker come Gesebel e Alan Ford - e di quest'ultimo realizzerà anche le prime dieci copertine. Come curatore si occupa anche dell’impaginazione delle molte testate dell'editore e realizza anche una sua serie a fumetti, Thomas, una serie di cartoline umoristiche, alcuni lavori grafici per riviste, enciclopedie e pubblicazioni scientifiche. Il rapporto con la Corno si interrompe nel 1975 quando entra come direttore artistico alla Sergio Bonelli Editore  dove viene incaricato di occuparsi sia della parte tecnica che di quella più creativa relativa alla grafica generale, al lettering, alle copertine e relative testate e marchi oltre che alla gestione dei contatti con i disegnatori esordienti. Negli anni settanta collabora anche con Il Giornalino.
Negli anni ottanta realizza un episodio della serie a fumetti Collana Rodeo - L’astronave perduta, unico racconto di fantascienza della serie. Come grafico realizza le testate di tutte le pubblicazioni della Bonelli esordite dopo il suo arrivo come Ken Parker, Mister No, Martin Mystère, Dylan Dog, Nick Raider, Nathan Never e molte altre che si fanno notare per una eleganza grafica mai prima vista per una serie a fumetti italiana.
Ha pubblicato il libro autobiografico "Per non dimenticare".
Al di fuori del campo editoriale coltivava la passione per la pittura esponendo le proprie opere in mostre e si interessava alle nuove tecnologie realizzando disegni e ambientazioni per videogiochi.

## Premi e riconoscimenti
- Mostra dedicata "Luigi Corteggi - Un pittore prestato al fumetto" - Fumettoteca Supergulp! - Milano, 3/18 aprile 2010.[5][6][7]
- Mostra "Omaggio a Luigi Corteggi 'Cortez'" - a cura di Mauro Galfrè e Beppe Balbi per "Casale Comics & Games" - Casale Monferrato, 15/16 giugno 2019